# Maria Alice
Maria Alice, nome artístico de Glória Mendes Leal Carvalho (Figueira da Foz, 1 de Setembro de 1904 — Lisboa, 13 de Fevereiro de 1996) foi uma fadista portuguesa. Foi uma das primeiras cantoras a ter a sua voz registada em disco. Foi a primeira a gravar discos para a editora Valentim de Carvalho, que utilizava como estúdio o Teatro Taborda.

## Biografia
Glória Mendes, que adoptou o nome artístico de Maria Alice, nasceu no Paião, a 1 de Setembro de 1904, embora gostasse de se dizer natural da Figueira da Foz. De facto, os seus pais sempre viveram naquela cidade e haviam-se mudado pouco tempo antes da criança nascer. 
Filha de José Leal e de Maria José Mendes, a pequena Glória não foi registada com o sobrenome do pai, o que muito a desgostava, e que a levou a "adoptar" o apelido Leal nas assinaturas correntes.
Aos 14 anos, sai de casa e vem para Lisboa, na companhia daquele que viria a ser o pai dos seus dois filhos (António, nascido em 1921 e Graciete, nascida em 1923), o advogado Bernardino Morais.
Pela mão de Adelina Fernandes, e apadrinhada por Maria do Carmo, Glória entra no meio fadista. Será Adelina quem a levará um dia, em 1928, ao “Ferro de Engomar” e Glória, que já cantava por gosto, em casa, experimenta fazê-lo em público, obtendo grande sucesso. 
Adoptou então, o nome artístico de "Maria Alice" e nunca mais lhe faltou trabalho, como cantadeira, quer em Portugal, quer no Brasil, onde esteve por duas vezes, uma delas durante cinco meses e obteve os maiores êxitos.
Destacou-se principalmente por ser uma das primeiras vedetas da música portuguesa, a gravar discos em série para a editora "Valentim de Carvalho", entre 1929 e 1931 para a marca Brunswick, e em 1936 para a Columbia, onde gravou o seu maior sucesso, o fado da "Perseguição". Foi considerada a 1ª "Menina da Rádio" em Portugal, pois os seus discos eram constantes presenças em todas as rádios portuguesas.
Cantou nos retiros “Ferro de Engomar” (onde se estreou em 1928), “Charquinho”, “Caliça” e “Pedralvas”, em várias festas de beneficência e em esperas de touros. Em 1931 cantou na opereta «História do Fado», de Avelino de Sousa. Com Leonor Fialho, apresentou-se no Coliseu de Coimbra, no Domingo, dia 4 de outubro de 1931, acompanhadas por Armando e José Marques.
Do seu reportório, destacam-se sucessos como "Perseguição", "O Aprendiz", "Fado Menor", "A Varanda dos Lilazes", "Fado da Traição", "Feira de Amores", "Minha Mãe", "Sou Pobre", "O Moleiro", "Uma que Passa", "Fado Triste", "A Azenha", "Fado-Tango", "Fui Dizer Adeus à Barra", "Esse Olhar Dá-me Tristeza", "Tango da Morte" ou "Uma que Passa".
Em 1932, num concurso realizado no Rio de Janeiro, foi-lhe atribuído o título de "A Melhor Cantadeira" (que por acaso se chamava Maria Alice).
Em 1934, deslocou-se ao Brasil integrando o elenco da Companhia de José Loureiro, de que faziam parte Estevão Amarante, Adelina Abranches, Maria Sampaio e Lina Demoel, bem como o cantador Manuel Cascais, o guitarrista Casimiro Ramos e o violista Armando Silva.
Em 1943, Maria Alice formou um agrupamento artístico, a "Troupe Music-Hall", de que faziam parte também Rui Metelo, Octávio Bramão, Mário Fernandes e Dora Vieira, com o qual fez bastantes espetáculos, tendo esse grupo, nesse mesmo ano, embarcado no navio Quanza com destino à África Portuguesa. (Cf. Canção do Sul, 16 agosto, 1943) Certa vez, no Rio de Janeiro, conjuntamente com Berta Cardoso e Ercília Costa, entrou num concurso do "Mais Lindo Sorriso", com o público directamente a votar, alcançando o 1º prémio. Pode dizer-se que alcançou a glória no meio artístico português.
Conheceu o proprietário da editora onde gravava os seus sucessos, o Dr. Valentim de Carvalho vindo com ele a casar na década de 1940. Adopta então o apelido do marido e retira-se por completo dos meandros do Fado, passando a viver apenas para a família, na sua casa, no Restelo. Quando o marido falece, instala-se no Hotel Internacional, onde permanece largos anos. Os últimos anos, um pouco mais difíceis e dependentes, passa-os no "Lar Orquídea Vermelha", na freguesia do Lumiar.
A Câmara Municipal de Lisboa, com o propósito de perpetuar a memória da fadista, atribuiu o seu nome a uma rua de Lisboa, situada no Bairro da Cruz. 
Morreu com 91 anos, no dia 13 de fevereiro de 1996.